# Grégory Coupet
Grégory Coupet, född 31 december 1972 i Le Puy-en-Velay, är en fransk före detta fotbollsmålvakt.
Coupet spelade för Saint-Étienne, Lyon, Atlético Madrid och Paris Saint-Germain samt i franska fotbollslandslaget. I landslaget fick han mestadels agera reserv för Fabien Barthez men i EM 2008, då Barthez dragit sig tillbaka, fick Coupet för första gången spela för landslaget i ett mästerskap. Frankrike åkte ut i gruppspelet. Klubbkarriären lade han på hyllan 2011.
Coupet är ihågkommen för en mycket spektakulär räddning han gjorde under en Champions League-match mot Barcelona på Camp Nou den 10 oktober 2001. Coupet hann då ikapp en misslyckad bakåtpassning från en av sina egna försvarare och nickade bollen i ribban på sin egen målram så att den studsade tillbaka ut till den helt frie Barcelonaspelaren Rivaldo för att i momentet efteråt också rädda returen från denne.

## Meriter
- Fransk ligamästare (Ligue 1) 2002, 2003, 2004, 2005, 2006, 2007, 2008
- Franska ligacupen 2001
- Uefa:s Intertotocupen 1997
- Utsedd till bäste målvakt i franska Ligue 1 2003, 2004, 2005, 2006